# Yonggary (film, 1999)
Pour l’article homonyme, voir Yonggary.
Pour plus de détails, voir Fiche technique et Distribution.
Yonggary ou Reptilien (hangeul : 용가리 ; RR : Yonggari ; litt. « Poisson dragon ») est un film sud-coréen co-produit et réalisé par Shim Hyung-rae, sorti en 1999.
Il s'agit d'une nouvelle version réimaginée du film kaijū Yongary, monstre des abysses (대괴수 용가리, 1967) de Kim Ki-duk, dont le monstre est plus grand, avec trois cornes sur sa tête et un diamant sur son front.

## Synopsis
Une équipe d’archéologues met au jour les ossements fossilisés d'un gigantesque dinosaure cinquante fois plus grand qu’un tyrannosaurus rex. Un vaisseau alien apparaît dans l'orbite terrestre et ressuscite la créature afin de s'en servir pour dominer le monde.

## Fiche technique
Sauf indication contraire, les informations mentionnées dans cette section peuvent être confirmées par la base de données cinématographiques IMDb,  présente dans la section « Liens externes ».
- Titre : Yonggary
- Titre québécois : Reptilien
- Titre original : 용가리 (Yonggari)
- Réalisation : Shim Hyung-rae
- Scénario : Park Hui-jun, d'après une idée originale de Shim Hyung-rae[1]
- Musique : Jo Seong-woo[1]
- Décors : Oh Sun-kyo
- Costumes : Park Gi-hun
- Photographie : Kim An-hong
- Son : Oh Won-chol[1]
- Montage : Go Lim-pyo
- Production : Lee Yeong-ho, Shim Hyung-rae et Yang Jae-hyeok[1]
- Société de production : Younggu-art Corp[1].
- Sociétés de distribution : Sam Boo Entertainment[1]
- Pays de production :  Corée du Sud
- Langue originale : coréen
- Format : couleur
- Genre : Action, fantastique et science-fiction
- Durée : 90 minutes[1]
- Dates de sortie :
  - Corée du Sud : 17 juillet 1999
  - France : 22 janvier 2002[2]

## Distribution
- Harrison Young : Dr Wendel Hughes
- Donna Phillipson : Holly Davis
- Richard B. Livingston : Dr Campbell
- Briant Wells : Parker
- Brad Sergi : Bud Black
- Wiley Picket : le lieutenant O'Neil
- Dan Cashman : le général George Murdock
- Dennis Howard : le général Jack Thomas
- Matt Landers : le général Howell
- Bruce Cornwell : Stanley Mills
- Johanna Parker : le sergent Romiski
- Alex Walters : le sergent Michaels
- Karl Calhoun : le sergent Andrews
- Derrick Costa : le sergent Archie
- Les Brandt : le sergent Sanchez
- Alan Grifka : le sergent Smitty
- Marvin Poole : le soldat Lewis

## Accueil

### Mercatique
En 1998, une bande-annonce de deux minutes intitulée Yonggary 1998 est produite et présentée au Festival de Cannes pour les distributeurs internationaux potentiels, ce qui a lancé l'intérêt de Warner Bros. et United International Pictures. Avant de rentrer dans la production, le film était prévendu à 2,72 millions de dollars après avoir signé neuf contrats de droits d'auteur avec l'Allemagne, Pologne, Thaïlande, Turquie et d'autres pays. Yonggary a assuré la couverture dans des magazines, publiés pendant le festival.

### Sorties
Yonggary sort dans 85 salles de cinéma en Corée du Sud, le 17 juillet 1999, dont, pour la première fois, au Centre culturel coréen à Seoul, où il compte 120 000 entrées en une journée et 1 million d'entrées en fin de la semaine,. Le film est considéré le plus cher qui ait été filmé en Corée du Sud, à l'époque de sa sortie.
Il sort à nouveau le 20 janvier 2001, avec des effets spéciaux révisés et un titre modifié Yonggary: 2001 Upgrade Edition, et résume un échec critique et commercial,.
En France, il ne sort, le 22 janvier 2002, qu'en DVD.

### Documentation
- Plissken, « Yonggary, la chronique de Nanarland », sur Nanarland.